# 白雲路小學
白雲路小學是一所已消失的廣州小學，地址是東山區白雲路義利街4號。現在這個地址是廣州市越秀區啟智學校。
白雲路小學始創於1950年，前身是一所水上學校，學生曾在搖擺不定的船上上課。校名先後更名為：珠江區水上二小、向陽紅小學、紅雲路小學。2004年，白雲路小學和東山區的永曜北小學合併，從此消失。